# Rosomak
Rosomak (Gulo) – rodzaj ssaków z podrodziny Guloninae w obrębie rodziny łasicowatych (Mustelidae). 

## Zasięg występowania
Rodzaj obejmuje jeden żyjący współcześnie gatunek występujący w Eurazji i Ameryce Północnej. 

## Morfologia
Długość ciała (bez ogona) 65–105 cm, długość ogona 21–26 cm; masa ciała samic 6–12 kg, samców 11–18 kg. 

## Systematyka
Rodzaj zdefiniował w 1780 roku niemiecki botanik i zoolog Peter Simon Pallas w publikacji własnego autorstwa poświęconej zoologii. Gatunkiem typowym jest (oznaczenie monotypowe) rosomak tundrowy (G. gulo). 

### Etymologia
Gulo: łac. gulo, gulonis ‘żarłok’, od gula ‘obżarstwo, apetyt’.

### Podział systematyczny
Do rodzaju należy jeden występujący współcześnie gatunek: 
- Gulo gulo (Linnaeus, 1758) – rosomak tundrowy

Opisano również gatunki wymarłe:
- Gulo minor Sotnikova, 1982[12] (Azja; pliocen)
- Gulo schlosseri Kormos, 1914[13] (Ameryka Północna, Europa; plejstocen)
- Gulo sudorus Samuels, Bredehoeft & Wallace, 2018[14] (Ameryka Północna; pliocen)